# 반 마넨의 별
반 마넨의 별(영어: van Maanen's Star) 또는 반 마넨 2(영어: van Maanen 2)는 백색왜성으로, 질량은 태양의 68%이지만 지름은 1%가 채 되지 않는다. 반 마넨의 별은 태양으로부터 13.9 광년 떨어져 있고, 시리우스 B와 프로키온 B에 이어 세 번째로 가까우며 쌍성이 없는 백색왜성으로는 가장 가깝다. 반 마넨의 별은 1917년 네덜란드-미국 천문학자 아드리안 반 마넨이 발견했다. 반 마넨의 별은 에리다누스자리 40 B와 시리우스 B에 이어 세 번째로 발견된 백색왜성이었으며, 쌍성이 없는 백색왜성으로는 최초로 발견되었다. 1917년에 시행된 분광 관측 결과에 의하면 별 주변에 행성 관련 물질이 분포해 있을 것이다.

## 관측 역사
1917년 네덜란드-미국의 천문학자 아드리안 반 마넨은 고유운동이 매우 큰 별 글리제 33의 동반성을 찾다가, 북동쪽 몇 각분 바깥쪽에서 고유운동이 더 큰 별을 발견하였다. 반 마넨은 이 별의 고유 운동을 3 각초로 추정하였다. 이 별은 이미 1896년 11월 11일에 촬영한 사진에 찍혀 있었고, 별 목록 "Carte du Ciel"에 겉보기 등급 +12.3인 별로 기록되어 있었다. 별의 분광형은 F0이었다.
1918년 프레데릭 핸리 시어스는 겉보기 등급을 +12.34로 정확히 측정하였지만 별까지의 거리는 아직 알려지지 않았다. 2년 후, 반 마넨은 시차를 0.246″으로 추정하여 별의 절대등급을 +14.8로 예상하였다. 이는 당시 알려진 F형 별로는 가장 어두웠다. 1923년 윌렘 야콥 루이텐은 고유운동이 큰 별들에 대한 연구를 출판할 때 이 별을 "반 마넨의 별"이라고 불렀고, 이 별을 백색왜성으로 분류하였다. 이 별들은 분광형에 비해 절대등급이 너무 낮아, 색등급도에서 주계열성 밑에 위치한다.
2016년, 1917년 반 마넨의 별을 촬영했던 분광 사진에서 최초로 태양계 바깥에 행성계 물질이 존재한다는 증거를 찾아냈다. 행성은 발견되지 않았지만, 행성 잔해로 이루어진 고리가 존재한다는 것이 확실해졌기 때문에 행성이 존재할 가능성도 높다.

## 특징

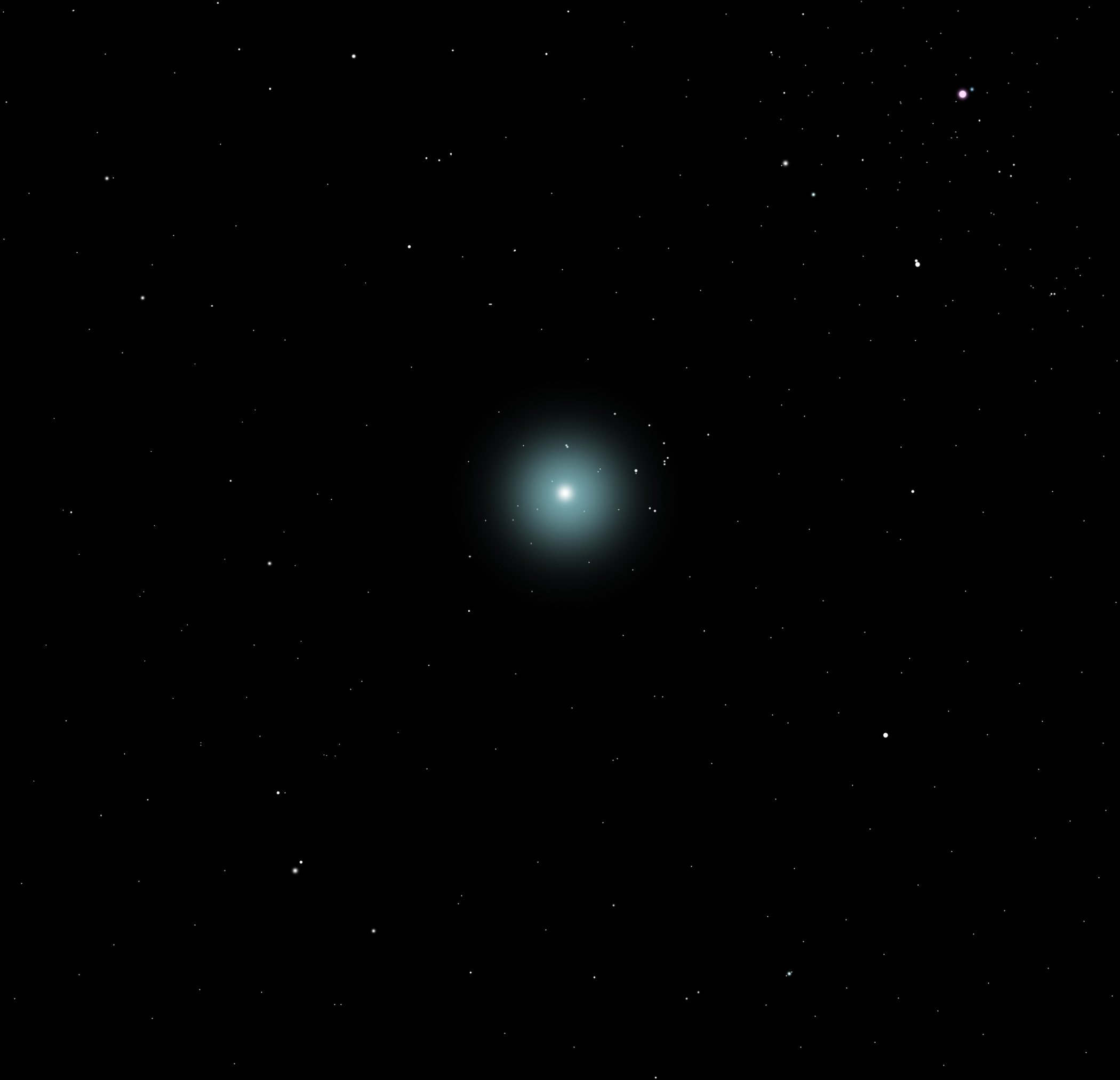
백색 왜성.

반 마넨의 별은 태양으로부터 13.9 광년 바깥, 물고기자리에 위치하고 있으며 물고기자리 델타에서 남쪽으로 약 2°지점에 있다. 고유운동은 2.978″로 매우 큰 편이고, 위치각은 155.538°이다. 반 마넨의 별은 맨눈으로 보이지 않는다. 밀도는 다른 백색왜성처럼 매우 높으며, 질량은 태양의 68% 이지만 지름은 태양의 1%밖에 되지 않는다. 대기권 상부의 기온은 6,220 K이며, 백색왜성치고는 상당히 차가운 편이다. 백색왜성은 자신이 가진 열을 천천히 내보내기 때문에, 대기의 온도로 나이를 추정할 수 있다. 반 마넨의 별은 약 30억 년 정도 되었다고 여겨진다.
반 마넨의 별의 모항성은 태양 질량의 2.6배로 추정되며, 9억 년 정도 주계열성에 머물렀을 것이다. 따라서 이 별의 총 나이는 41억 년이다. 별이 주계열성 단계를 마치고 적색거성이 되었을 때 최대 반경은 태양의 650배, 3 AU까지 부풀었으리라 추산된다. 이 안에서 별을 돌고 있던 행성이 있었다면 대기와 직접 상호작용했을 것이다.
반 마넨의 별의 분광형은 DZ8인데, DZ는 스펙트럼에서 헬륨보다 무거운 원소, 즉 중원소가 포함되어 있음을 말한다. 백색왜성의 모델에 따르면, 헬륨보다 무거운 원소는 광구 밑으로 들어가 바깥에서는 수소와 헬륨밖에 보이지 않게 되는데, 반 마넨의 별에서는 중원소가 관측된다. 이 중원소가 성간 매질에서 왔을 가능성은 매우 희박하므로, 별의 표면이 지구형 행성의 물질로 덮여 있을 가능성이 있다. 반 마넨의 별의 대기의 총 질량은 1021 g으로 추정되며, 이는 위성 아리엘과 맞먹는다. 오염 물질들은 대략 300만 년에 걸쳐 대기권 속으로 더 깊게 들어가게 되며, 들어가는 속도는 107 g/s 정도이다. 이 물질들이 별 주변에서 강착이 되어 크기 84 km 미만의 미행성 여러 개가 형성될 가능성도 있다.
백색왜성 중 스펙트럼 상으로 철 함량이 많으면 보통 별주위원반이 존재할 것이라고 추정된다. 반 마넨의 별의 경우에는 파장 24 μm 대역에서는 먼지 원반으로 인해 생기는 적외선 과잉 현상이 일어나지 않지만, 과잉이 일어나는 대신 결손 현상이 일어난다. 24 μm 대역에서 예상되는 파속은 0.23 mJy이지만 측정된 값은 0.11 ± 0.03 mJy로, 항성의 대기에서의 충돌로 인한 흡수 때문이라고 추정된다. 하지만 이는 일반적으로 수소 및 헬륨 분자와의 충돌로 인해 일어나며, 온도 4000 K 미만인 백색왜성에서만 일어나는 현상이라고 알려져 있다.
별의 속도를 토대로 계산해보면, 반 마넨의 별은 15,070년 전 태양과 0.95 pc까지 접근했다.

## 동반성 존재 가능성
갈색왜성 동반성이 있는지는 아직도 명확하지 않다. 2004년에 이 동반성의 존재를 확증하는 논문과 부인하는 논문이 동시에 출판되었다. 2008년 스피처 우주 망원경을 통해 관측한 결과, 1,200 AU 안에 4 MJ 정도의 동반성이 있을 가능성은 완전히 없어졌다. 하지만, 더 멀리 또는 더 작은 동반성이 존재할 가능성은 아직 남아있다.

## 같이 보기
- 백색왜성
- 가까운 별 목록